# 植物与花卉公园
植物与花卉公园（低地德语：Planten un Blomen）是德国汉堡市中心的一个城市公园，占地面积47公頃（116.1英畝）。

## 历史
公园的第一棵植物是悬铃木，由Johann Georg Christian Lehmann在1821年11月种植，位于公园的汉堡达姆门车站入口旁边。在1953年和1973年的德国联邦园艺博览会在公园举行。

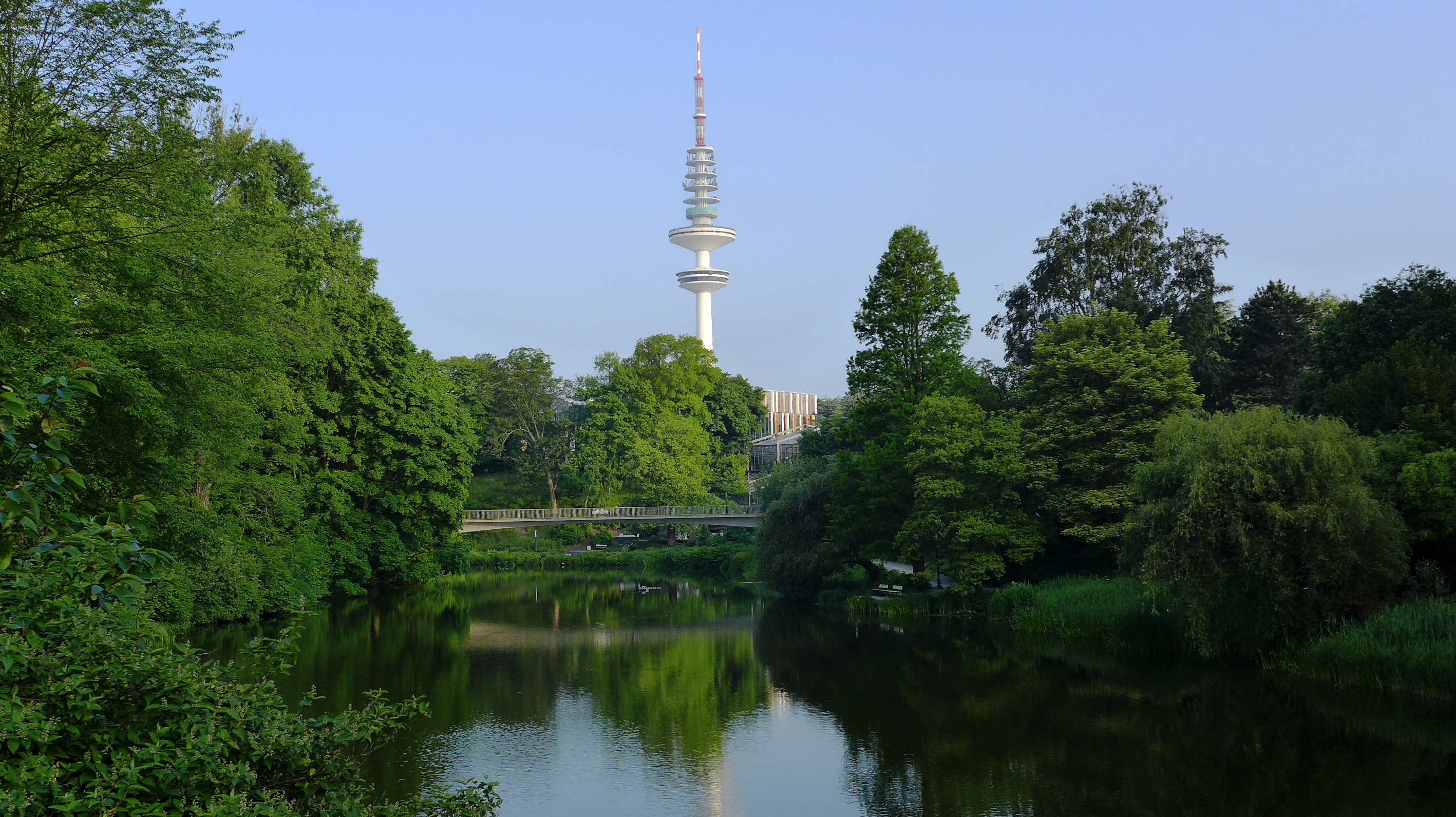
公园和海因里希·赫兹塔

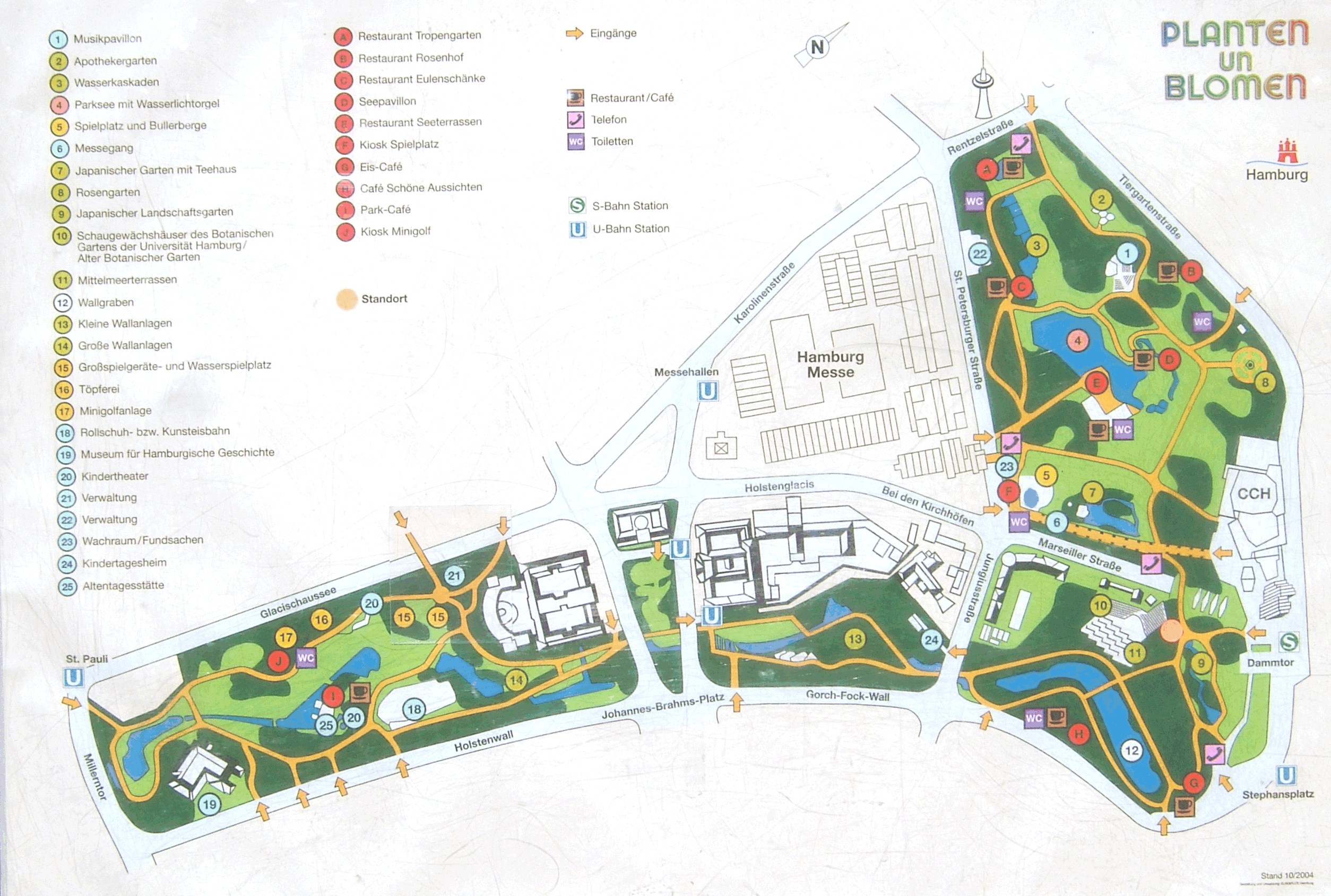
地图

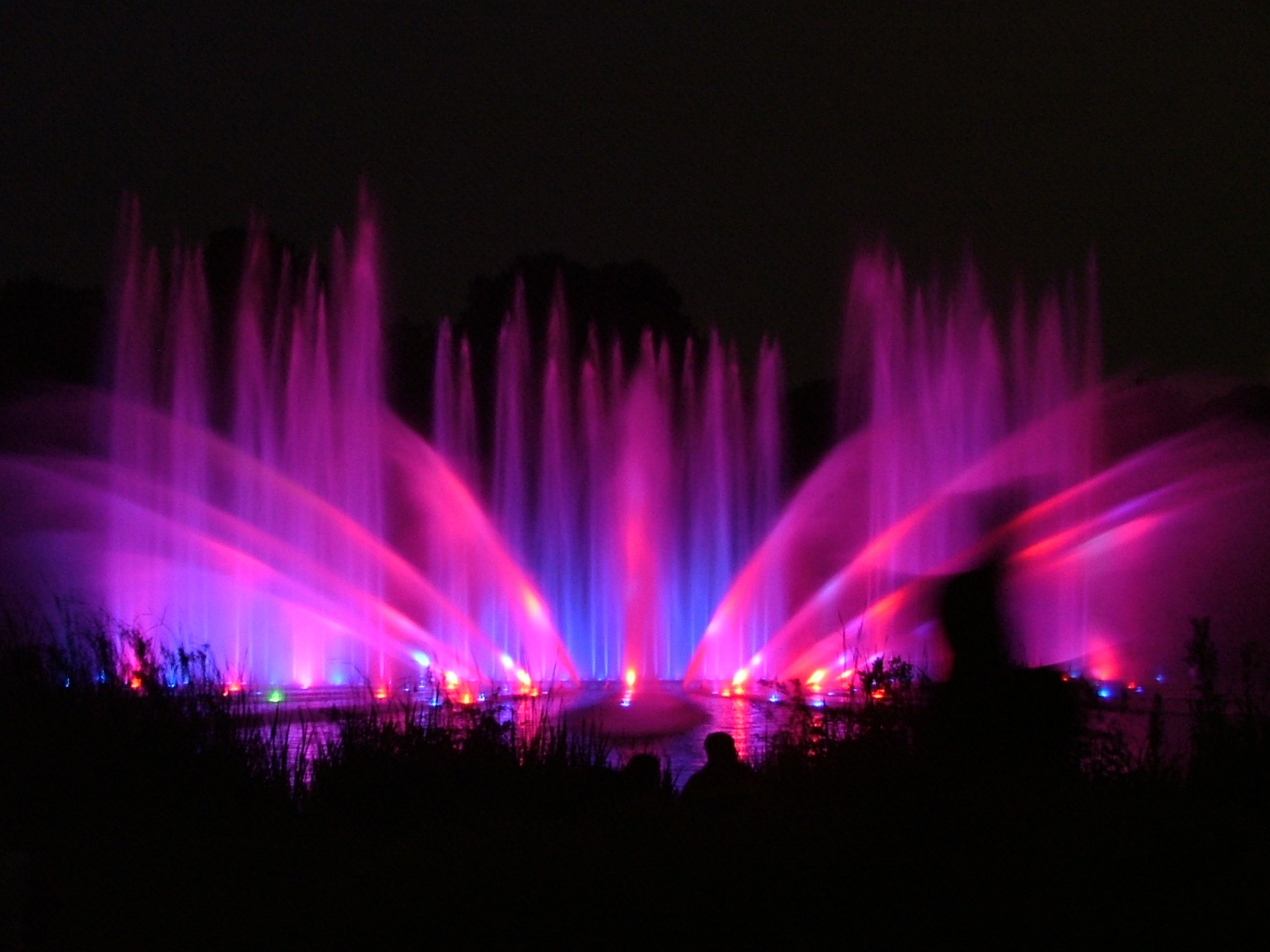
音乐会

公园以其音乐会、公共剧场和音乐表演而闻名。除了花园，公园的南部还有一个大操场。这使公园成为城市中最受欢迎的地方。公园全年开放，没有入场费。
公园包含汉堡旧植物园（Alter Botanischer Garten Hamburg）。